# 瓦尔斯罗德
瓦尔斯罗德（德語：Walsrode，發音：[valsˈʁoːdə] ⓘ）是德国下萨克森州海德县的城市，面积336.46平方千米，2023年12月31日人口为30,890人。2020年1月1日，市镇博姆利茨并入瓦尔斯罗德。

## 友好城市
瓦尔斯罗德与以下城市结为友好城市：
- 法國 奥恩河畔布兰维尔
- 德国 盖恩罗德
- 美国 希宾
- 波蘭 肯皮采
- 乌克兰 科韋利
- 荷蘭 扎爾特博默爾